# Ям-Алинь
Ям-Али́нь — горный хребет на Дальнем Востоке России на границе Хабаровского края и Амурской области, определяемый как северное продолжение Буреинского хребта, является водоразделом бассейнов рек Селемджа и Амгунь.
Название с монгольского и маньчжурских языков переводится как «дорожный хребет»; или с нанайского — «широкий хребет».
Длина около 180 км, максимальная высота — 2298 (гора Город-Макит). Сложен гранитами и кристаллическими сланцами, характеризуется высокогорным рельефом. На склонах до высоты 1500 м растут лиственничные леса, выше — кедровый стланик, гольцы.